# Darband (quartier de Téhéran)
Darband (en persan : دربند, « porte fermée ») est un ancien village, près de Tajrish, Shemiran, maintenant un quartier à l'intérieur des limites de la ville de Téhéran. Darband est le début d'un chemin de randonnée très populaire qui mène à une montagne de la chaîne des Alborz, le mont Tochal, qui domine la ville de Téhéran. Un télésiège est aussi disponible pour ceux qui ne sont pas intéressés par la randonnée.
Darband est aussi le lieu où sont enterrés, dans le cimetière Zahir o-dowleh, des artistes iraniens très importants comme Iraj Mirza, Mohammad Taghi Bahar, Forough Farrokhzad, Abolhasan Saba, Ruhollah Khaleghi, Rahi Moayeri, et Darvish-khan.
Darband a un climat agréable pendant toute l'année, et connaît d'importantes chutes de neige en hiver.
Darband est aussi le point de départ d'un chemin de randonnée long de 250 mètres, bordé de nombreux petits cafés et restaurants. Ils sont populaires et sont pleins dans la soirée. Les touristes et les citadins fréquentent aussi les nombreux salons de thé où l'on peut fumer des narguilés (appelés chaykhāneh ou ghavekhāne sonnati) le long du sentier de randonnée.

## Galerie

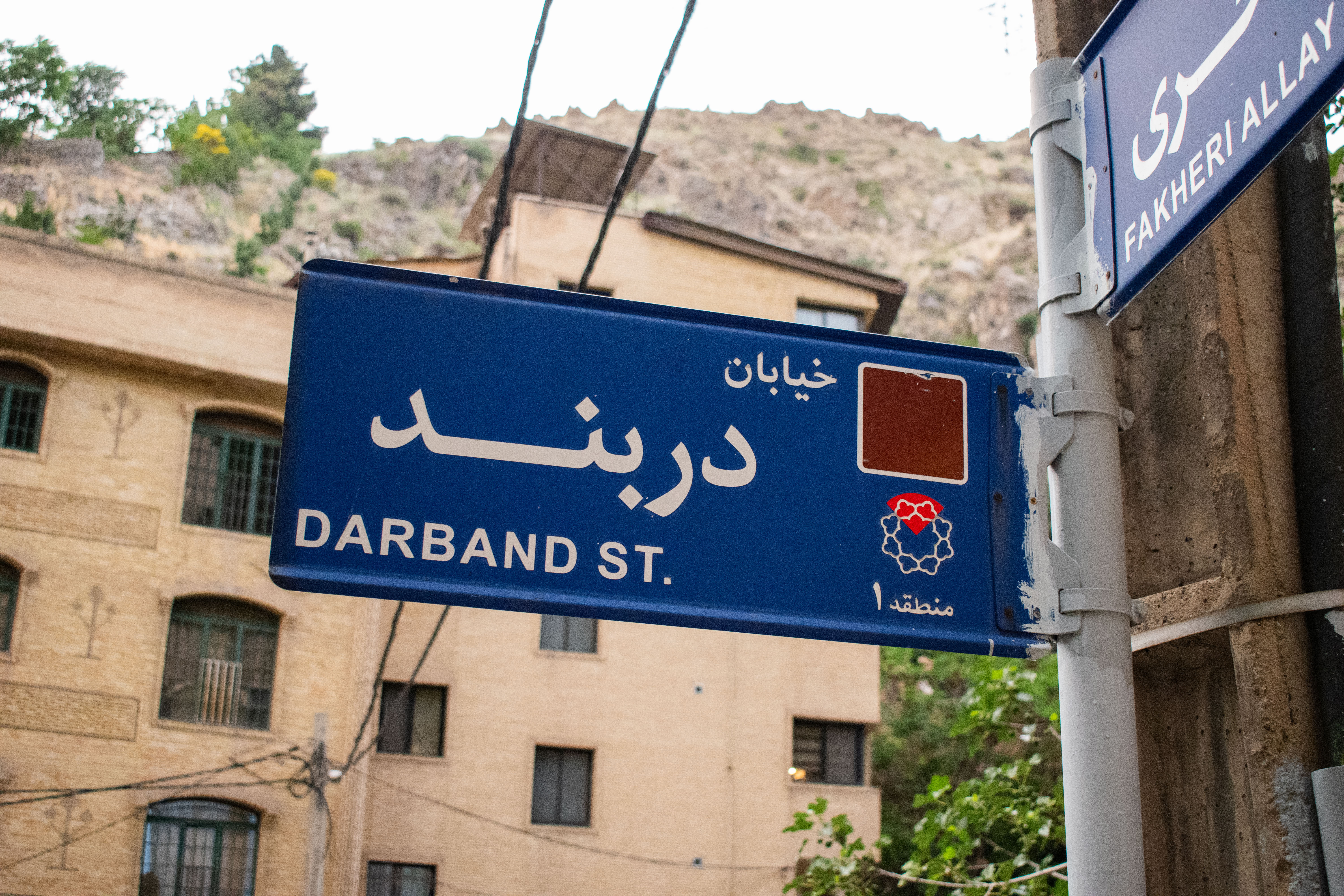
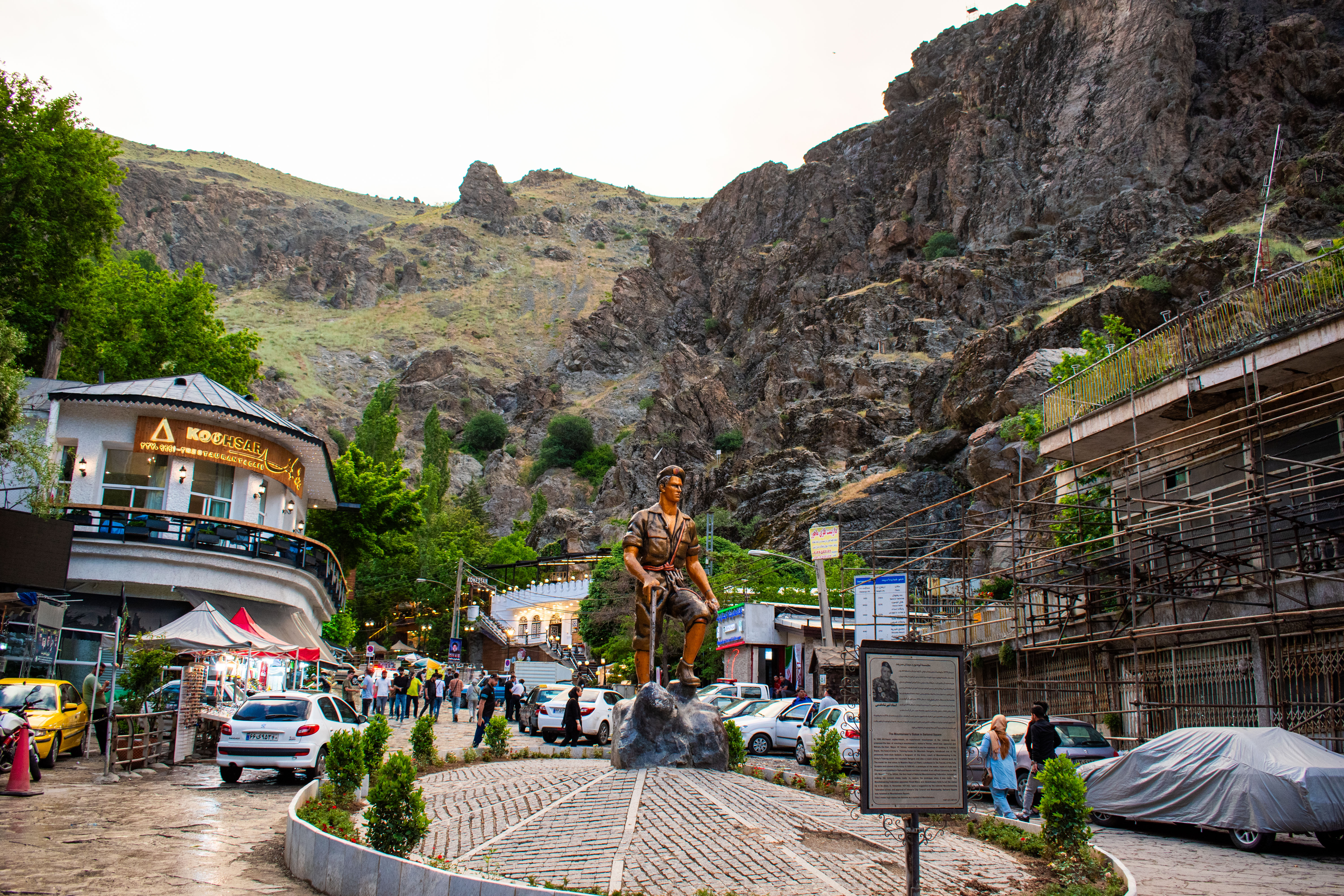
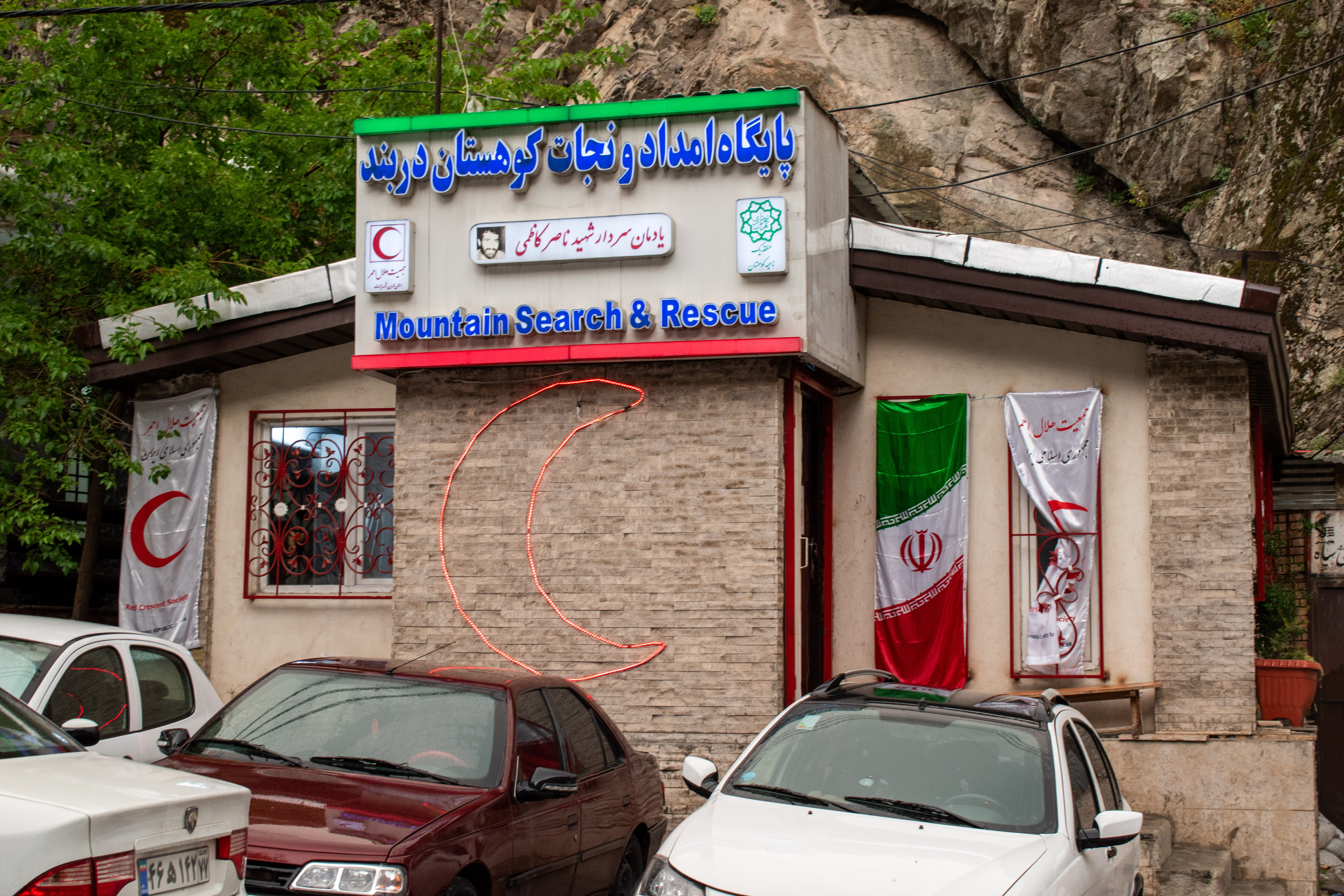
Poste de secours en montagne du Croissant-Rouge iranien.
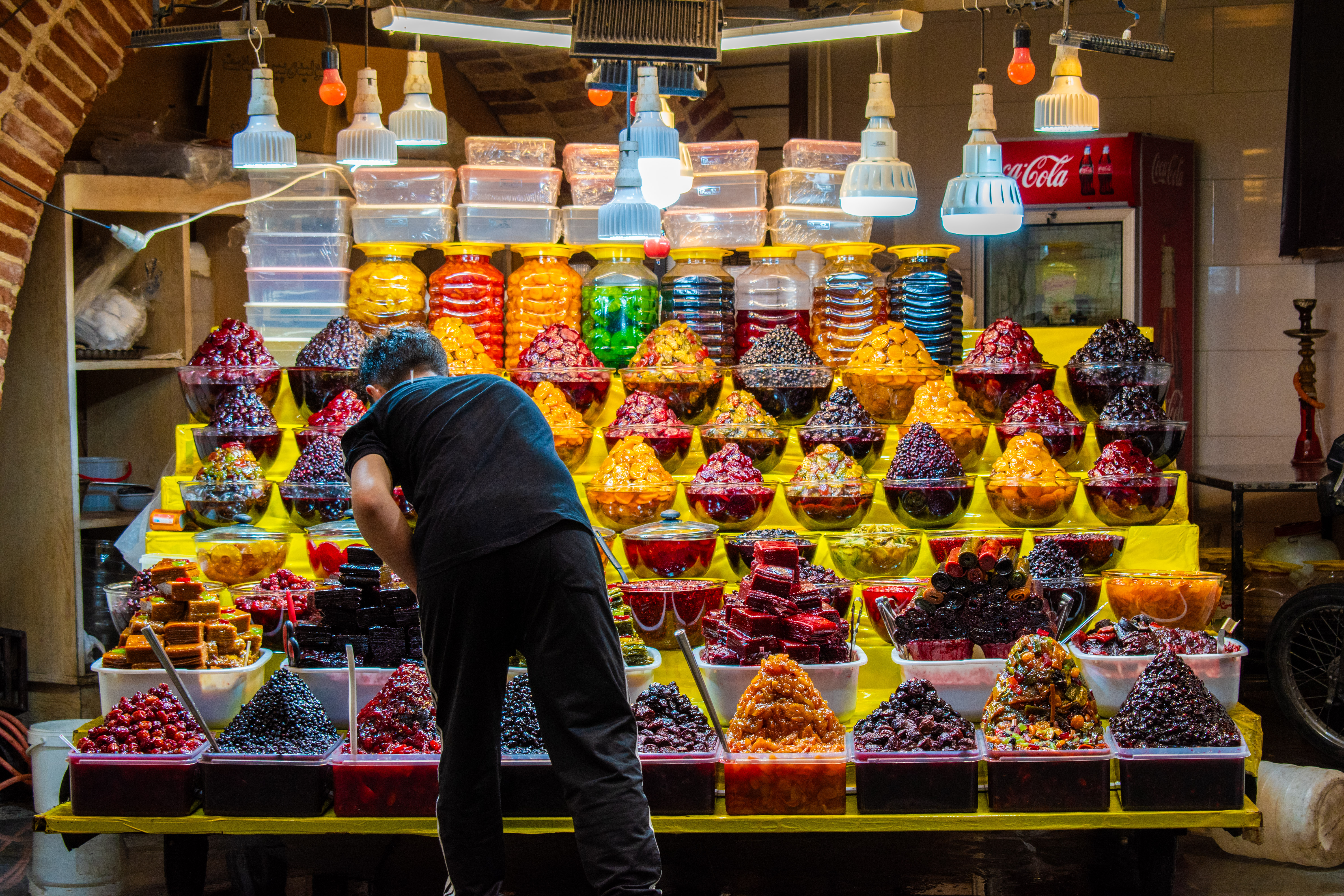
Un étal de lavashak (friandises iraniennes à base de pâte de fruits).
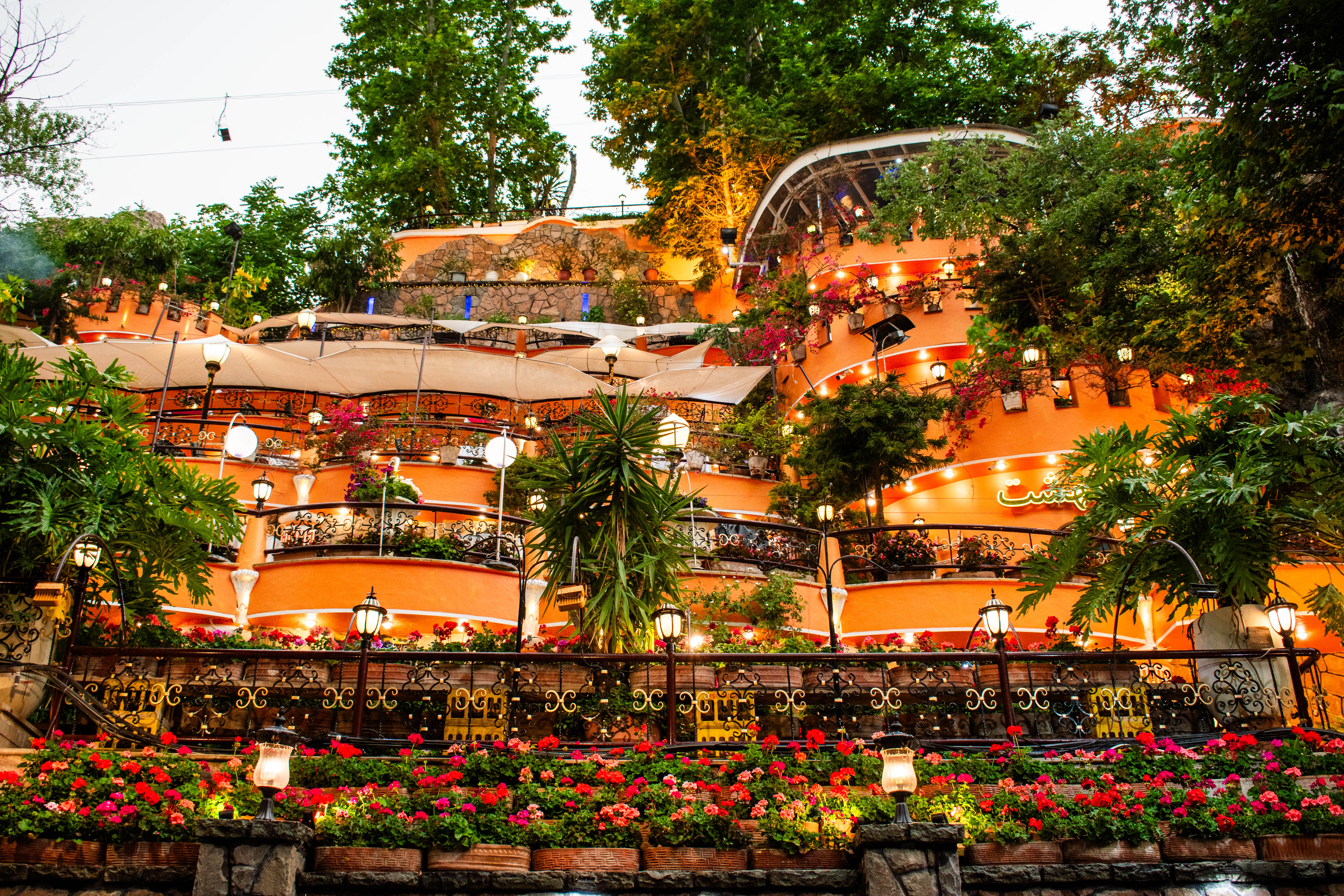
Un restaurant.
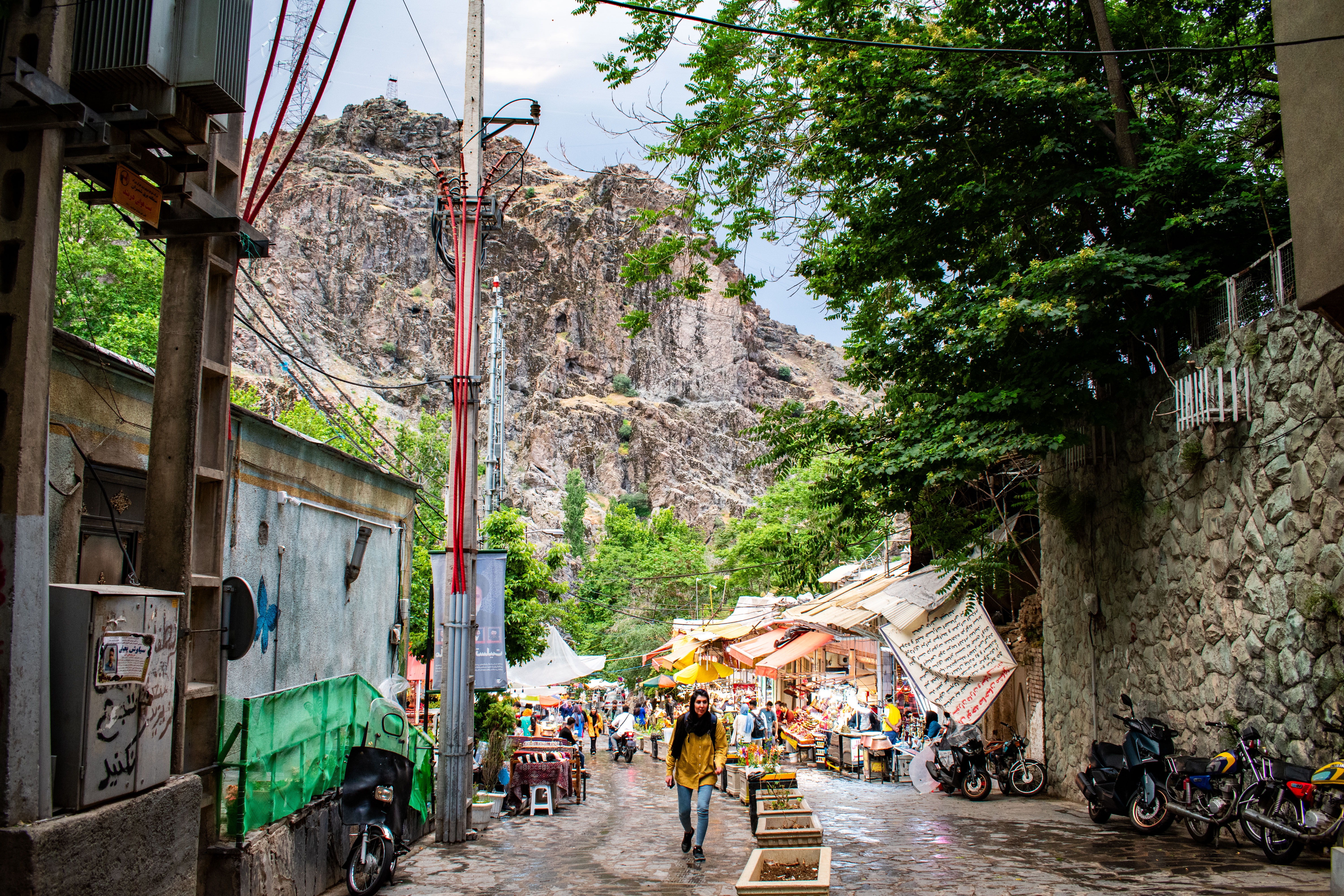

## Liens
- (en) Bernard Hourcade, « DARBAND QUARTER », dans Encyclopædia Iranica (lire en ligne)